# Lasianobia decreta
Lasianobia decreta là một loài bướm đêm trong họ Noctuidae.